# تريتان شيهو
تريتان شيهو هو سياسي ألباني، عضو في جمعية جمهورية ألبانيا عن الحزب الديمقراطي لألبانيا. شغل منصب وزير الخارجية من 11 يوليو 1996 إلى 12 أبريل 1997، ووزير الصحة من 1993 إلى 1996، ونائب رئيس وزراء ألبانيا من 1996 إلى 1997. كما شغل شيهو منصب رئيس لجنة الصحة في جمعية جمهورية ألبانيا من 2005 إلى 2013. يشغل حاليًا منصب نائب رئيس الجامعة الكاثوليكية «سيدة المستشار الصالح» ورئيس أمر التخدير والإنعاش في ألبانيا.